# Kanoistika na Letní univerziádě 2013
Soutěže v rychlostní kanoistice na letní univerziádě 2013 probíhaly na veslařském kanálu v Kazani v období 13. až 15. července 2013.

## Česká stopa

### Kajak
- Jiří Mládek - (VŠE) - v K1 (500m) obsadil 8. místo (semifinále), v K4 (200m) obsadil 7. místo, v K4 (500m) obsadil 6. místo a v K4 (1000m) obsadil dělené 5. místo
- Jakub Adam - (TUL) - v K1 (1000m) obsadil 8. místo, v K4 (200m) obsadil 7. místo, v K4 (500m) obsadil 6. místo a v K4 (1000m) obsadil dělené 5. místo
- Pavel Davídek - (CUNI) - v K2 (1000m) obsadil 4. místo, v K4 (200m) obsadil 7. místo, v K4 (500m) obsadil 6. místo a v K4 (1000m) obsadil dělené 5. místo
- Patrik Kučera - (ČZU) - v K2 (1000m) obsadil 4. místo, v K4 (200m) obsadil 7. místo, v K4 (500m) obsadil 6. místo a v K4 (1000m) obsadil dělené 5. místo
- Lucie Matoušková - (VŠE) - v K1 (200m) obsadila 9. místo (semifinále), v K4 (200m) obsadila 7. místo a v K4 (500m) obsadila 5. místo
- Anna Kožíšková - (TUL) - v K1 (500m) obsadila 5. místo, v K4 (200m) obsadila 7. místo a v K4 (500m) obsadila 5. místo
- Monika Machová - (VŠE) - v K2 (500m) obsadila 6. místo, v K4 (200m) obsadila 7. místo a v K4 (500m) obsadila 5. místo
- Andrea Havlová - (UPCE) - v K2 (500m) obsadila 6. místo, v K4 (200m) obsadila 7. místo a v K4 (500m) obsadila 5. místo

### Kánoe
- Martin Egermaier - (ČVUT) - v C1 (200m) obsadil 4. místo, v C4 (500m) obsadil 4. místo a v C4 (1000m) obsadil 6. místo
- Radek Miškovský - (CUNI) - v C1 (500m) obsadil 8. místo, v C4 (200m) obsadil 3. místo a v C4 (1000m) obsadil 6. místo
- Dan Drahokoupil - (CUNI) - v C1 (1000m) obsadil 6. místo, v C4 (200m) obsadil 3. místo a v C4 (500m) obsadil 4. místo
- Jaroslav Radoň - (CUNI) - v C2 (200m, 500m a 1000m) obsadil 2. místo
- Filip Dvořák - (MUP) - v C2 (200m, 500m a 1000m) obsadil 2. místo
- Vojtěch Ruso - (ČZU) - v C4 (200m) obsadil 3. místo, v C4 (500m) obsadil 4. místo, v C4 (1000m) obsadil 6. místo
- Tomáš Janda - (VŠE) - v C4 (200m) obsadil 3. místo, v C4 (500m) obsadil 4. místo, v C4 (1000m) obsadil 6. místo

## Výsledky

### Kajak
| muži     | Zlato                                                                        | Stříbro                                                                     | Bronz |
| -------- | ---------------------------------------------------------------------------- | --------------------------------------------------------------------------- | --- |
| K1 200m  | Ignas Navakauskas (LTU)                                                      | Manfredi Rizza (ITA)                                                        | Oleg Charitonov (RUS) |
| K1 500m  | Fernando Pimenta (POR)                                                       | Martin Schubert (GER)                                                       | Viktor Andruškin (RUS) |
| K1 1000m | Fernando Pimenta (POR)                                                       | Oleg Jureňa (BLR)                                                           | Rafał Rosolski (POL) |
| K2 200m  | Rusko (RUS) Jurij Postrigaj Alexandr Ďačenko                                 | Slovensko (SVK) Miroslav Zaťko Ľubomír Beňo                                 | Polsko (POL) Dawid Putto Sebastian Szypuła |
| K2 500m  | Bělorusko (BLR) Denis Žigaďa Vitalij Bjalko                                  | Polsko (POL) Paweł Szandrach Mariusz Kujawski                               | Rusko (RUS) Jevgenij Lukancov Dmitrij Gudimov |
| K2 1000m | Polsko (POL) Paweł Szandrach Mariusz Kujawski                                | Rusko (RUS) Vitalij Jurčenko Vasilij Pogreban                               | Maďarsko (HUN) Máté Petrovics Gergely Császár |
| K4 200m  | Rusko (RUS) Kirill Ljapunov Alexandr Nikolajev Arťom Konoňuk Oleg Charitonov | Ukrajina (UKR) Jevhen Karabuta Maxim Bilčenko Alexandr Senkevič Ihor Trunov | Polsko (POL) Sebastian Szypuła Denis Ambroziak Bartosz Stabno Dawid Putto                                                                        |
| K4 500m  | Rusko (RUS) Kirill Ljapunov Alexandr Sergejev Viktor Andruškin Oleg Žestkov  | Bělorusko (BLR) Pavel Medveděv Denis Žigaďa Artur Litvinčuk Vitalij Bjalko  | Polsko (POL) Paweł Szandrach Mariusz Kujawski Sebastian Szypuła Dawid Putto                                                                      |
| K4 1000m | Rusko (RUS) Oleg Žestkov Maxim Spesivcev Alexej Vostrikov Nikolaj Červov     | Polsko (POL) Paweł Florczak Rafał Rosolski Martin Brzeziński Bartosz Stabno | Bělorusko (BLR) Pavel Medveděv Ivan Curanov Oleg Jureňa Artur Litvinčuk Maďarsko (HUN) Attila Tas Tóth Aron Schenk László Kovács Gergely Császár |

| ženy    | Zlato                                                                                        | Stříbro                                                                                | Bronz                                                                                           |
| ------- | -------------------------------------------------------------------------------------------- | -------------------------------------------------------------------------------------- | ----------------------------------------------------------------------------------------------- |
| K1 200m | Natalija Podolská (RUS)                                                                      | Margarita Ciškjevičová (BLR)                                                           | Nikolina Moldovanová (SRB)                                                                      |
| K1 500m | Marina Litvinčuková (BLR)                                                                    | Edyta Dzieniszewská (POL)                                                              | Milica Starovićová (SRB)                                                                        |
| K2 200m | Bělorusko (BLR) Olga Chudzenková Marina Litvinčuková                                         | Srbsko (SRB) Nikolina Moldovanová Olivera Moldovanová                                  | Rusko (RUS) Natalija Proskurinová Anastasija Lavrovová                                          |
| K2 500m | Bělorusko (BLR) Alexandra Grišinová Margarita Ciškjevičová                                   | Rusko (RUS) Natalija Lobovová Anastasija Lavrovová                                     | Srbsko (SRB) Nikolina Moldovanová Olivera Moldovanová                                           |
| K4 200m | Bělorusko (BLR) Margarita Ciškjevičová Nadzeja Papoková Olga Chudzenková Marina Litvinčuková | Rusko (RUS) Natalija Podolská Vera Sobetovová Anastasija Sergejevová Natalija Lobovová | Španělsko (ESP) Ainara Portelaová Laura Pedruelová María Corberaová Begoña Lazcanová            |
| K4 500m | Bělorusko (BLR) Sofija Jurčanková Nadzeja Papoková Olga Chudzenková Marina Litvinčuková      | Rusko (RUS) Natalija Proskurinová Inga Guržejová Svetlana Černigovská Jelena Anyšinová | Polsko (POL) Agnieszka Kowalczyková Ewelina Wojnarowská Edyta Dzieniszewská Magdalena Krukowská |

### Kánoe
| muži     | Zlato                                                                         | Stříbro                                                                         | Bronz                                                                                 |
| -------- | ----------------------------------------------------------------------------- | ------------------------------------------------------------------------------- | ------------------------------------------------------------------------------------- |
| C1 200m  | Jevgenij Šuklin (LTU)                                                         | Andrej Krajtor (RUS)                                                            | Artěm Kozyr (BLR)                                                                     |
| C1 500m  | Jevgenij Šuklin (LTU)                                                         | Sergej Jemeljanov (KAZ)                                                         | Andrej Bahdanovič (BLR)                                                               |
| C1 1000m | Tamás Kiss (HUN)                                                              | Sergej Jemeljanov (KAZ)                                                         | Ilja Štokalov (RUS)                                                                   |
| C2 200m  | Rusko (RUS) Viktor Melantěv Ivan Štyl                                         | Česko (CZE) Jaroslav Radoň Filip Dvořák                                         | Bělorusko (BLR) Denis Machlaj Gleb Saladucho                                          |
| C2 500m  | Rusko (RUS) Viktor Melantěv Ivan Štyl                                         | Česko (CZE) Jaroslav Radoň Filip Dvořák                                         | Polsko (POL) Tomasz Kaczor Vincent Słomiński                                          |
| C2 1000m | Rusko (RUS) Viktor Melantěv Ivan Štyl                                         | Česko (CZE) Jaroslav Radoň Filip Dvořák                                         | Polsko (POL) Tomasz Kaczor Vincent Słomiński                                          |
| C4 200m  | Rusko (RUS) Kirill Šamšurin Andrej Krajtor Alexandr Kovalenko Nikolaj Lipkin  | Bělorusko (BLR) Sergej Pryvolkin Denis Reut Andrej Bahdanovič Dmitrij Pivavar   | Česko (CZE) Vojtěch Ruso Dan Drahokoupil Tomáš Janda Radek Miškovský                  |
| C4 500m  | Rusko (RUS) Kirill Šamšurin Michail Pavlov Pavel Pjotrov Alexej Bovdurec      | Ukrajina (UKR) Vitalij Verheles Denys Kamerylov Dmytro Jančuk Eduard Šemetylo   | Uzbekistán (UZB) Ildar Kayumov Mirziyodjan Khajiev Dilshod Yuldashov Muradjan Azmetov |
| C4 1000m | Ukrajina (UKR) Vitalij Verheles Denys Kamerylov Dmytro Jančuk Eduard Šemetylo | Rusko (RUS) Kirill Šamšurin Rasul Išmuchamedov Pavel Pjotrov Vladimir Fedosenko | Polsko (POL) Piotr Kuleta Michal Kudla Mateusz Kamiński Michal Kudla                  |